# Коста Миличевић
Коста Миличевић (Врака код Скадра, 3. јун 1877 — Београд, 12. фебруар 1920) био је српски сликар.

## Биографија
Рођен у свештеничкој породици, у селу Враки близу Скадра. По доласку у Београд, био је ђак прве генерације у Уметничкој школи Цирила Кутљика. Са собом је донео из Скадра „Александриду”, један од најстаријих илустрованих српских рукописа, настао вероватно у 14. веку. Уз веома тешке материјалне услове био је на студијама у Прагу, Бечу, касније и Минхену. У Првом светском рату најпре је учествовао као војник а касније и као ратни сликар Врховне команде на Крфу. Био је наставник вечерње занатске школе и члан „Ладе“. Умро је 12. фебруара, по неким изворима два дана раније, 1920. године у Београду.
У опусу Косте Миличевића Лазар Трифуновић разликује четири периода: школски (1895—1908), београдски (1909—1914), велешки (1915) и крфски (1916—1920). На почетку, у школском периоду уметничког формирања, био је присталица сецесије, па је у том духу насликао иконостас у Железнику, као и неколико србијанских пејзажа. Београдски период је уследио након што је Миличевић имао прилике да се упозна са сликарством Надежде Петровић и Милана Миловановића. Он је у овом периоду напустио академски стил, тако да је цео овај део његовог опуса обележен трагањем за личним уметничким изразом, који он коначно налази у густом пастуозном намазу боје и мрежи мрља, који личи на импресионистички поступак. То се највише примећује у циклусу слика које су настале у колонији у Савинцу (Савиначка црква, Пролеће).
Познато је свега пет слика из наредног, велешког периода, које су настале док се Миличевић борио у рату, и у којима је потпуно успостављена равнотежа између светлости, боје и форме. Та равнотежа је дошла до изражаја у сликама које су настале на Крфу, где је медитеранско сунце постало снажна инспирација за уметника. Пејзажи који су настали на Крфу представљају афирмацију српског импресионизма.

## Галерија
- Коста Миличевић, Савиначка црква
- Коста Миличевић, Потамас на Крфу (1916)
- Острвца крај Крфа, 1918. (Народни музеј, Београд)
- Острвца са Крфа, 1918.
- Предео с Крфа, 1918.
- Предео с Крфа, 1918.
- Пролеће на Вождовцу, 1920.
- Карађорђева тополивница.